# 宮沢嘉夫
宮沢 嘉夫（みやざわ よしお、1932年 - ）は、東京都出身の歴史学者、教育者。

## 概略
『日本史の年代記憶法』（旺文社）の著者として知られる。

### 人物
趣味は小旅行、奈良には数回足を運ぶ。

## 学歴
- 1956年東京教育大学文学部日本史学科卒業
- 「高等学校教育課程の改善に関する調査研究」(文部省〉などに従事

## 職歴
東京都立江北高等学校,東京都立臼鴎高等学校,東京都立高島高等学校教諭を経て,東京都立足立高等学校に勤務

## 研究業績
- 「両替商と田沼政権」(「歴史教育7-10,
- 「田沼時代の経済政策」(「論集・日本歴史所収〉